# تينو بيريز
تينو بيريز (بالإسبانية: Faustino Pérez-Moreno Gómez)‏ هو مدرب كرة قدم صالات ‏ ولاعب كرة قدم إسباني، ولد في 25 أبريل 1969 في طليطلة في إسبانيا. لعب مع MFK Dinamo Moskva ‏.